# .us
.us је највиши Интернет домен државних кодова за Сједињене Америчке Државе.